# VOCALIST BOX
『VOCALIST BOX』（ヴォーカリスト ボックス）は、德永英明のカバー・アルバムのボックス・セット。2008年4月9日に発売。発売元はユニバーサルシグマ。

## 解説
シングル「抱きしめてあげる/花束」と同時発売。一部のレコード店では限定盤BまたはCの先着購入特典として、ポスターがプレゼントされる。
カバー・アルバムとしては稀に見るヒットを記録した『VOCALIST』シリーズが累計300万枚を突破したことを記念し全3作をCD-BOXにした。

## パッケージ仕様
3形態のパッケージ・内容で発売。
初回限定盤AはCD3枚組、BはCD3枚組+ミュージック・ビデオ収録DVD、CはCD3枚組+オフヴォーカルCD3枚にて構成されている。
すべて初回プレス限定商品となっている。『VOCALIST 3』の初回盤Bにのみ収録されていたボーナス・トラック「喝采」が収録されており、初回盤Bを入手できなかった人にもう一度チャンスが与えられている。
本作の限定盤A・Bに関しては、単品ずつ購入した場合より安い値段となっている。

## 収録曲
1. 『VOCALIST』
2. 『VOCALIST 2』
3. 『VOCALIST 3』（「喝采」も収録）

限定盤Bのみ
1. ビデオ・クリップ集DVD
  1. 時代
  2. 秋桜
  3. 卒業写真
  4. 雪の華
  5. あの日にかえりたい
  6. 瞳はダイヤモンド
  7. 恋におちて -Fall in Love-
  8. わかれうた
  9. ENDLESS STORY

限定盤Cのみ
1. 『VOCALIST』（Instrumental）
2. 『VOCALIST 2』（Instrumental）
3. 『VOCALIST 3』（Instrumental：「喝采」も収録）